# Serin est-africain
Crithagra hyposticta
Espèce
Statut de conservation UICN

 LC  : Préoccupation mineure
Synonymes
- Serinus hypostictus

Le Serin est-africain (Crithagra hyposticta) est une espèce d'oiseaux appartenant à la famille des Fringillidae.

## Distribution
Cet oiseau comporte deux populations différentes : brittoni dans le nord (ouest du Kenya et sud du Soudan) et hypostictus dans le sud du sud du Kenya au Malawi mais sous forme de nombreuses taches de taille variable (voir sous-espèces pour davantage de détails).

## Sous-espèces
D'après la classification de référence (version 5.1, 2015) du Congrès ornithologique international, cette espèce est constituée des sous-espèces suivantes :
- S. h. hypostictus  (Reichenow, 1904) : sud du Kenya (Loita, Nguruman Hills et Chyulu Hills), Tanzanie (Kilimandjaro, mont Mérou, Mbulu, Lolkissale, Usambaras, Ukagurus, Ulugurus, Udzungwa, Iringa, Njombe, Mbeya, Mbozi et Mahenge), Zambie (Nyika Plateau dans le nord-est et Chipata dans le sud-est) et ouest du Malawi ;
- S. h. brittoni  Traylor, 1970 : sud du Soudan (Imatong) et ouest du Kenya (mont Elgon, Siaya, Kitale, Kapenguria et Kakamega).

## Habitat
Le Serin est-africain habite les clairières de forêts, les formations secondaires et les cultures dans le sud du Soudan, la végétation longeant les cours d’eau et l’association ronces-fougères au Malawi, les plantations d’Eucalyptus, Cupressus et Pinus caribea, dans le sud de son aire ainsi que les zones riches en Cosmos (Fry & Keith 2004).

## Alimentation
Elle est très peu documentée, la littérature (Fry & Keith 2004) mentionnant des graines de Cosmos sp. prélevées au Malawi. Une série de photos de Kevin Vang & Wojciech Dabrowka, extraites du site Internet African Bird Images, prises en novembre 2004 au Malawi, montrent des spécimens consommant la chair de pêches mûres directement sur l’arbre.
D’autres plantes ont été recensées, photos à l’appui, par Ottaviani (2011) : un souci Tagetes patula, astéracée ; un lantana Lantana camara, verbénacée ; une amarante Amarantus hybridus, amarantacée et une tithonia Tithonia sp., astéracée.

## Voix
Le chant consiste en un tintement rapide rappelant celui du serin à couronne jaune mais en incorporant des notes bourdonnantes zwee et liquides woy, et en une série de quatre notes mélodieuses see-si-see-woo (la dernière plus basse) ou trois autres montantes way-pee-tee similaires à celles du serin d’Abyssinie en plus aigu. Le cri d’alarme est un doux t’t’tee et le cri de vol un léger gazouillis (Fry & Keith 2004).

## Nidification
Il niche parfois sur les régimes de bananes Musa sp. (Zimmerman et al. 1996). Concernant S. h. hypostictus, les périodes de reproduction vont de mars à août puis de novembre à janvier (avec un pic en avril-mai comptabilisant 15 des 34 données) et S. h. brittoni, en octobre, décembre et mai, coïncidant globalement avec les saisons des pluies (Brown & Britton 1980).